# 데이나 브루네티
데이나 브루네티(Dana Brunetti, 1973년 6월 11일 ~ )는 미국의 영화 프로듀서로, 캐벌리 미디어(Cavalry Media)의 창립자 중 한 명이다. 아카데미상 후보에 오른 영화 《소셜 네트워크》와 《캡틴 필립스》, 에미상 수상작인 드라마 《하우스 오브 카드》를 제작했다.

## 제작 작품
- 21(2008)
- 콜럼버스 데이(2008)
- 해커스 원티드(2009)
- 슈링크(2009)
- 팬보이즈(2009)
- 발명의 아버지(2010)
- 소셜 네트워크(2010)
- 세이프(2012)
- 캡틴 필립스(2013)
- 그레이의 50가지 그림자(2015)
- 마스터마인드(2016)
- 50가지그림자: 심연(2017)
- 50가지그림자: 해방(2018)